# S/2007 (148780) 1
S/2007 (148780) 1 é um satélite natural do corpo celeste denominado de Altjira. Ele foi descoberto em março de 2007, e ele é tão grande quanto o seu primário, S/2007 (148780) 1 tem um diâmetro de cerca 140 km contra 218 km de Altjira, o mesmo é um objeto transnetuniano situado no Cinturão de Kuiper e têm uma órbita com um semieixo maior de 9.904 ± 56 km, um período de 23 dias, excentricidade de 0,3445 ± 0,0045 e uma inclinação de 35,19 ± 0,19° (retrógrada).